# 塔里法角

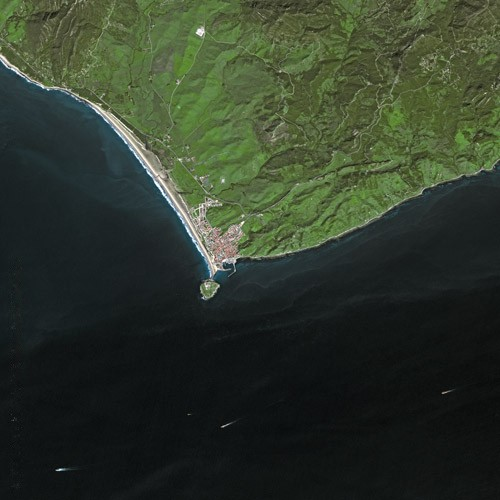
塔里法角的卫星图

塔里法角（；）位于西班牙安达卢西亚自治区加的斯省的市镇塔里法，东经5度34分北纬36度处，南面地中海和直布罗陀海峡ltar。

## 概要

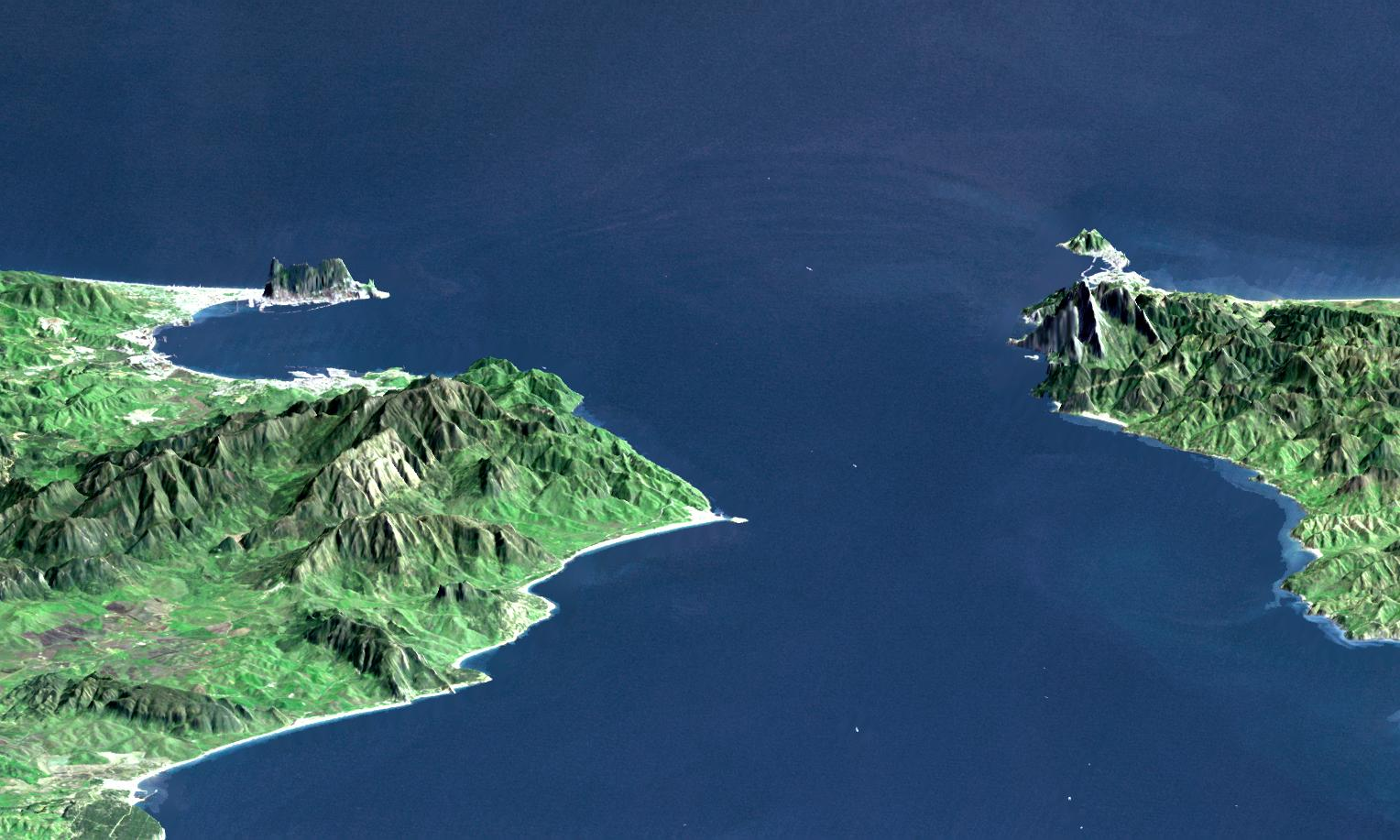
Nasa的卫星图，左侧为西班牙所在的伊比利亚半岛，右侧则是摩洛哥。左侧远端的岩石是直布罗陀，近端凸出点即是塔里法角所在的塔里法岛。

塔里法角位于塔里法岛的东南角，现在该岛已通过一道堤坝与大陆相连，岛上有一座建造于19世纪下半叶的灯塔，名为塔里法灯塔。在1930年代到2001年间，这座岛一直被军方用于军事目的。
“塔里法”（Tarifa）的命名来自塔里克·伊本·齐亚德（Tariq ibn Ziyad），这位阿拉伯帝国倭马亚王朝的将军于公元710年开始进攻西哥特王国，开始了伊比利亚半岛的伊斯兰化进程。而“马罗基”（Marroqui）则是海峡对岸摩洛哥（英語：Morocco）的西班牙语拼法。

## 地理意义
塔里法角是西班牙本土的最南端，同时也是欧洲大陆的最南端，可以远眺直布罗陀海峡对岸的摩洛哥海岸。

## 图集

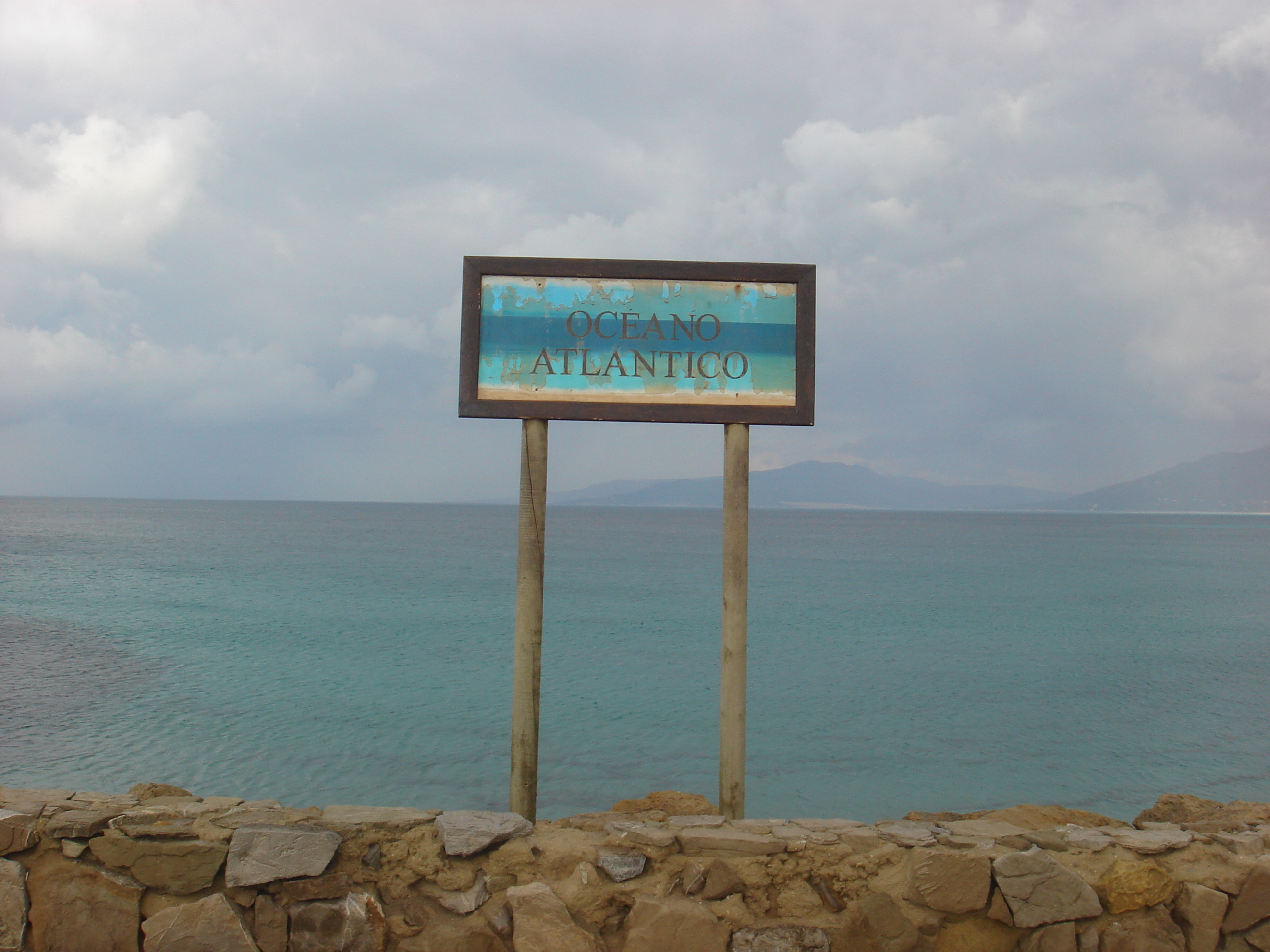
塔里法岛西岸面临大西洋的一边
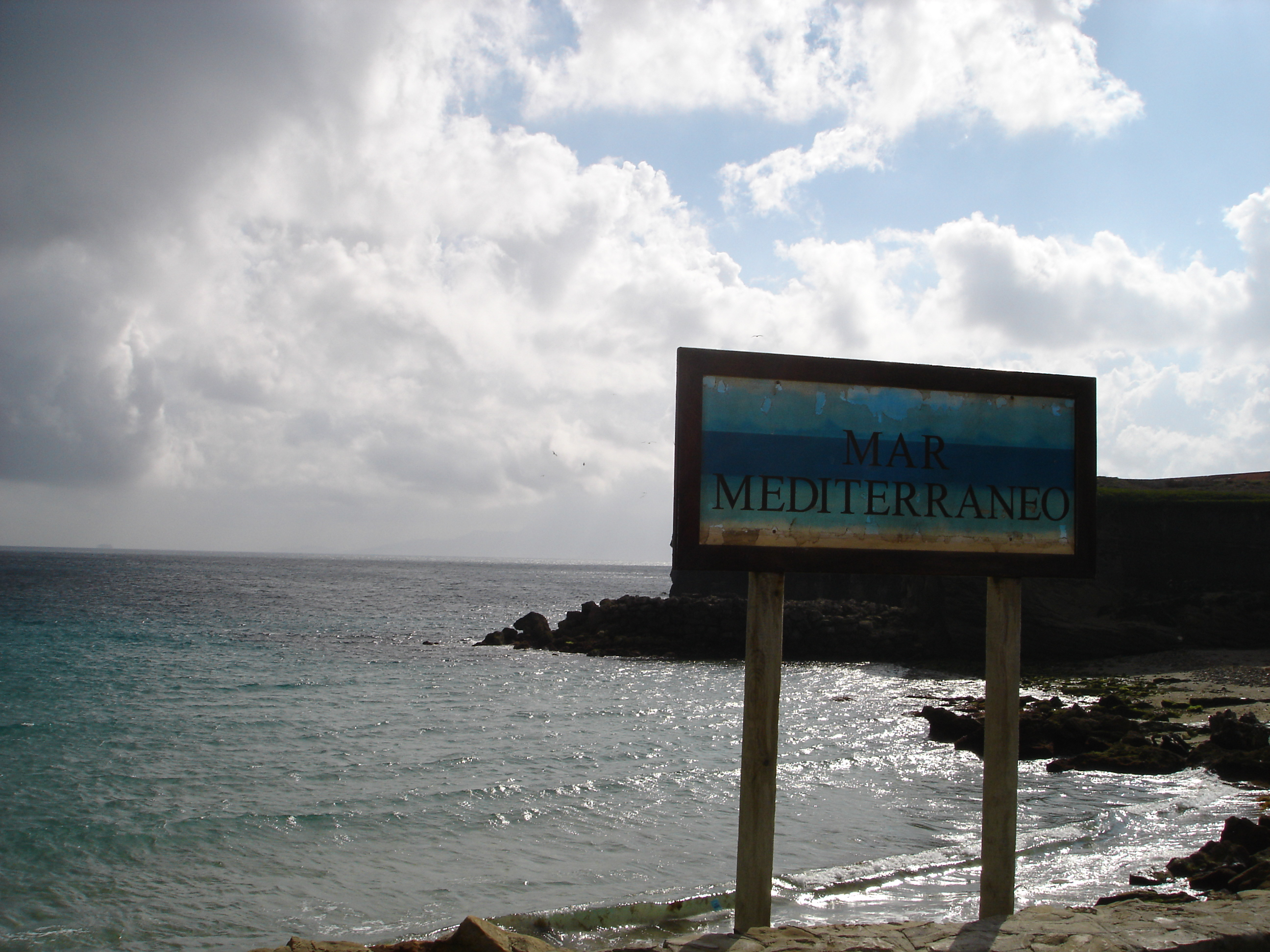
塔里法岛东岸面临地中海的一侧
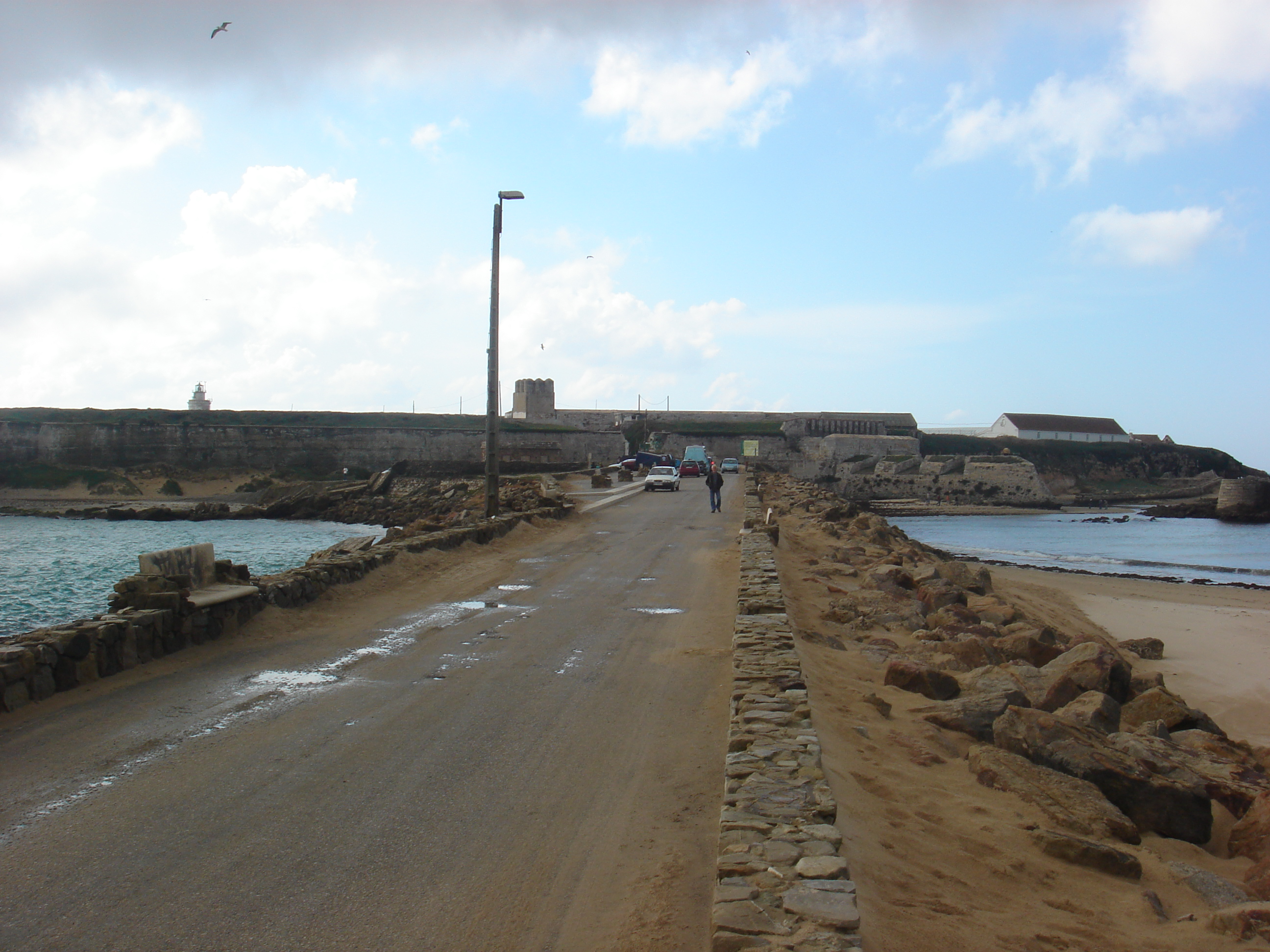
连接大陆和塔里法岛的堤坝，左岸是地中海，右岸是大西洋